# Kulturni djelatnik
Kulturni djelatnik ili kulturni radnik, naziv je za osobu koja svojim djelovanjem promiče, pomaže i popularizira određeni vid kulture ili kulturu kao društvenu vrijednost u cjelini. 
Osim za umjetnike, izraz ze često koristi i za političare, javne i poznate osobe, uglednike (mecene) koji novčano ili na bilo koji drugi način pomažu i promiču kulturnu djelatnost u društvu bilo unutar ili izvan granica države u kojoj žive. Često se nazivaju i kulturni mecene, za što je poznati primjer biskupa Josipa Jurja Strossmayera.
Kulturnu djelatnost promiču i brojni svećenici, redovnici, biskupi i ostali visoki crkveni dužnosnici. Hrvatski katolički tjednik Glas Koncila je za katoličke crkvene dužnosnike koji su se istakli u promicanju kulture, ne nužno katoličke tj. kršćanske, skovao nasov katolički oblikovatelji kulture. U poznatoj kolumni istoga naslova u Glasu Koncila povjesničar Vladimir Lončarević objavljuje njihove životopise, svjedočanstva i zapise.
Kulturni djelatnici su i civili, građani, koji svojim sudjelovanjem u radu kulturnih, umjetničkih i dr. ustanova pomažu i promiču razvoj kulturnog života i rada u svojoj sredini. Primjer civilnog kulturnog djelatnike je varaždinski dobrotvor Stanko Lazar.
Pojam kulturnog djelatnika često se veže i uz dobrotvorstvo tj. novčano i ino pomaganje umjetnosti od zauzetih kulturnih djelatnika i pomagatelja.